# Giovanni Battista Lusieri
Giovanni Battista Lusieri, né à Rome en 1755 et mort à Athènes en 1821, était un peintre paysagiste italien. Il fut peintre de la cour de Ferdinand Ier des Deux-Siciles avant de travailler pour Thomas Bruce (7e comte d'Elgin), c'est à ce titre qu'il a été l'artisan de la dépose et de l'envoi des Marbres d'Elgin du Parthénon en Angleterre.

## Biographie
À la suite de l'avancée française lors de la campagne d'Italie, Lusieri était descendu s'installer à Taormine en Sicile. Il fut alors engagé comme peintre de cour par Ferdinand Ier du royaume de Sicile et chargé de peindre les antiquités siciliennes.

## Les marbres d'Elgin

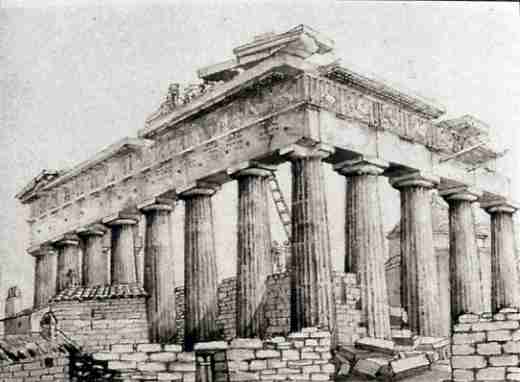

Lord Elgin et son entourage, sur la route de l'ambassade à Constantinople, firent escale à Palerme. Là, l'ambassadeur de Grande-Bretagne auprès du royaume de Sicile, William Hamilton, recommanda d'engager le peintre paysagiste Giovanni Battista Lusieri pour réaliser les vues d'Athènes. Son salaire fut alors de 200 £ par an. Il était engagé pour la durée du séjour de l'ambassadeur ; il resta vingt ans au service d'Elgin,. Lusieri et le secrétaire particulier d'Elgin, William Richard Hamilton se rendirent alors à Naples et à Rome pour recruter d'autres artistes : un peintre russe, Feodor Ivanovitch ; deux dessinateurs pour mesurer les monuments : Vincenzo Balestra, et un étudiant, Sebastian Ittar, et deux mouleurs, Bernardino Ledus et Vincenzo Rosati,.
L'équipe au complet arriva à Constantinople en mai 1800 et Athènes en août de la même année.